# Федоровка Друга
Фе́доровка Друга (рос. Фёдоровка Вторая) — село у складі Сарактаського району Оренбурзької області, Росія.
Стара назва — Федоровка 2-а.

## Населення
Населення — 1 особа (2010; 11 у 2002).
Національний склад (станом на 2002 рік):
- росіяни — 46 %